# 흉모
흉모(胸毛) 또는 가슴털은 목과 배꼽 사이, 가슴에 나는 털이며, 대부분 남성의 사춘기 후기에 나타나는 2차 성징에 속한다.
1960년대 L. R 세티가 행한 17세에서 71세 사이의 1,400명의 백인 남성에 대한 대규모 연구에서 15가지 흉모 패턴이 정의되었다.

## 같이 보기
- 배털
- 털